# Palma de Mallorca
Palma de Mallorca este cel mai mare oraș și capitala provinciei și comunității autonome Insulele Baleare (Illes Balears) din Spania.
Este situat în partea de vest a Mării Mediterane și, în interiorul insulei, spre sud-vest. Este situat la aproximativ 250 km est de Peninsula Iberică .
Termenul său municipal ocupă o suprafață de 208,63 km² care se întinde între lanțul muntos Na Burguesa și Prado de Sant Jordi . Este situat în centrul golfului Palma , la aproximativ 13 m deasupra nivelului mării. O traversează mai multe torenți, cum ar fi Riera și Gros .
Cu 416.065 de locuitori în ianuarie 2019,, aproape jumătate din populația totală a insulei Mallorca, Palma este al optulea oraș ca mărime din Spania după populație și primul dintre Insulele Baleare.  Zona sa metropolitană cuprinde nouă orașe cu 560.240 de locuitori, repartizate pe o suprafață de 1015,88 km², fiind al 14-lea din Spania. 10
A fost fondată sub numele de Palma de consulul roman Quinto Cecilio Metelo Balearico în anul 123 î.Hr. C. Se estimează că așezarea sa actuală corespunde ruinelor romane găsite sub centrul său istoric, deși încă nu există dovezi de necontestat.  După ce a fost în mâinile vandalilor și arabilor în 903, a fost cucerită de regele Iacob I al Aragonului la 31 decembrie 1229  devenind Ciutat de Mallorca , capitala propriului regat , care a decăzut după încorporarea sa în Coroana Aragonului în 1279.
În 1715 au intrat în vigoare Decretele Nueva Planta , recuperând orașul numele său roman, Palma. Deja în secolul al  xx-lea , a fost protagonistul unui boom turistic intens în anii 1960 și 1970. În prezent este un centru economic și cultural remarcabil la nivel insular, regional și național.

## Generalități
Orașul a fost întemeiat de fenicieni și avea numele de Palma.
Portul este dominat de Catedrala „La Seu”, de la belvedere primind forma unei fortificații. Palma de Mallorca este o importantă stațiune balneară. În oraș se află și una din reședințele de vacanță ale familiei regale spaniole, palatul Marivent.
Palma de Mallorca, capitala Insulelor Baleare, este cel mai mare oraș din Mallorca, jumătate din populația insulei locuind aici.

## Așezare geografică
Orașul este situat în nord-vestul unui golf din sud-vestul insulei Mallorca.
A devenit destinație turistică în 1950, numărul de turiști crescând substanțial în ultima jumătate de secol.

## Clima
Climatul este mediteranean, verile sunt fierbinți în zonele de câmpie, iernile blânde și răcoroase.
| Date climatice pentru Palma de Mallorca, Port (1981-actual) (Satellite view) | Date climatice pentru Palma de Mallorca, Port (1981-actual) (Satellite view) | Date climatice pentru Palma de Mallorca, Port (1981-actual) (Satellite view) | Date climatice pentru Palma de Mallorca, Port (1981-actual) (Satellite view) | Date climatice pentru Palma de Mallorca, Port (1981-actual) (Satellite view) | Date climatice pentru Palma de Mallorca, Port (1981-actual) (Satellite view) | Date climatice pentru Palma de Mallorca, Port (1981-actual) (Satellite view) | Date climatice pentru Palma de Mallorca, Port (1981-actual) (Satellite view) | Date climatice pentru Palma de Mallorca, Port (1981-actual) (Satellite view) | Date climatice pentru Palma de Mallorca, Port (1981-actual) (Satellite view) | Date climatice pentru Palma de Mallorca, Port (1981-actual) (Satellite view) | Date climatice pentru Palma de Mallorca, Port (1981-actual) (Satellite view) | Date climatice pentru Palma de Mallorca, Port (1981-actual) (Satellite view) | Date climatice pentru Palma de Mallorca, Port (1981-actual) (Satellite view) |
| Luna                                                                         | Ian                                                                          | Feb                                                                          | Mar                                                                          | Apr                                                                          | Mai                                                                          | Iun                                                                          | Iul                                                                          | Aug                                                                          | Sep                                                                          | Oct                                                                          | Nov                                                                          | Dec                                                                          | Anual                                                                        |
| ---------------------------------------------------------------------------- | ---------------------------------------------------------------------------- | ---------------------------------------------------------------------------- | ---------------------------------------------------------------------------- | ---------------------------------------------------------------------------- | ---------------------------------------------------------------------------- | ---------------------------------------------------------------------------- | ---------------------------------------------------------------------------- | ---------------------------------------------------------------------------- | ---------------------------------------------------------------------------- | ---------------------------------------------------------------------------- | ---------------------------------------------------------------------------- | ---------------------------------------------------------------------------- | ---------------------------------------------------------------------------- |
| Maxima medie °C (°F)                                                         | 15.4 (59,7)                                                                  | 15.5 (59,9)                                                                  | 17.2 (63)                                                                    | 19.2 (66,6)                                                                  | 22.5 (72,5)                                                                  | 26.5 (79,7)                                                                  | 29.4 (84,9)                                                                  | 29.8 (85,6)                                                                  | 27.1 (80,8)                                                                  | 23.7 (74,7)                                                                  | 19.3 (66,7)                                                                  | 16.5 (61,7)                                                                  | 21,8 (71,2)                                                                  |
| Media zilnică °C (°F)                                                        | 11.9 (53,4)                                                                  | 11.9 (53,4)                                                                  | 13.4 (56,1)                                                                  | 15.5 (59,9)                                                                  | 18.8 (65,8)                                                                  | 22.7 (72,9)                                                                  | 25.7 (78,3)                                                                  | 26.2 (79,2)                                                                  | 23.5 (74,3)                                                                  | 20.2 (68,4)                                                                  | 15.8 (60,4)                                                                  | 13.1 (55,6)                                                                  | 18,2 (64,8)                                                                  |
| Minima medie °C (°F)                                                         | 8.3 (46,9)                                                                   | 8.4 (47,1)                                                                   | 9.6 (49,3)                                                                   | 11.7 (53,1)                                                                  | 15.1 (59,2)                                                                  | 18.9 (66)                                                                    | 21.9 (71,4)                                                                  | 22.5 (72,5)                                                                  | 19.9 (67,8)                                                                  | 16.6 (61,9)                                                                  | 12.3 (54,1)                                                                  | 9.7 (49,5)                                                                   | 14,6 (58,3)                                                                  |
| Precipitații mm (inches)                                                     | 43 (1.69)                                                                    | 37 (1.46)                                                                    | 28 (1.1)                                                                     | 39 (1.54)                                                                    | 36 (1.42)                                                                    | 11 (0.43)                                                                    | 6 (0.24)                                                                     | 22 (0.87)                                                                    | 52 (2.05)                                                                    | 69 (2.72)                                                                    | 59 (2.32)                                                                    | 48 (1.89)                                                                    | 449 (17,68)                                                                  |
| Nr. de zile cu precipitații (≥ 1 mm)                                         | 6                                                                            | 6                                                                            | 5                                                                            | 5                                                                            | 4                                                                            | 2                                                                            | 1                                                                            | 2                                                                            | 5                                                                            | 7                                                                            | 6                                                                            | 7                                                                            | 53                                                                           |
| Ore însorite                                                                 | 167                                                                          | 170                                                                          | 205                                                                          | 237                                                                          | 284                                                                          | 315                                                                          | 346                                                                          | 316                                                                          | 227                                                                          | 205                                                                          | 161                                                                          | 151                                                                          | 2.779                                                                        |
| Sursă: Agencia Estatal de Meteorología                                       |                                                                              |                                                                              |                                                                              |                                                                              |                                                                              |                                                                              |                                                                              |                                                                              |                                                                              |                                                                              |                                                                              |                                                                              |                                                                              |

## Atracții turistice

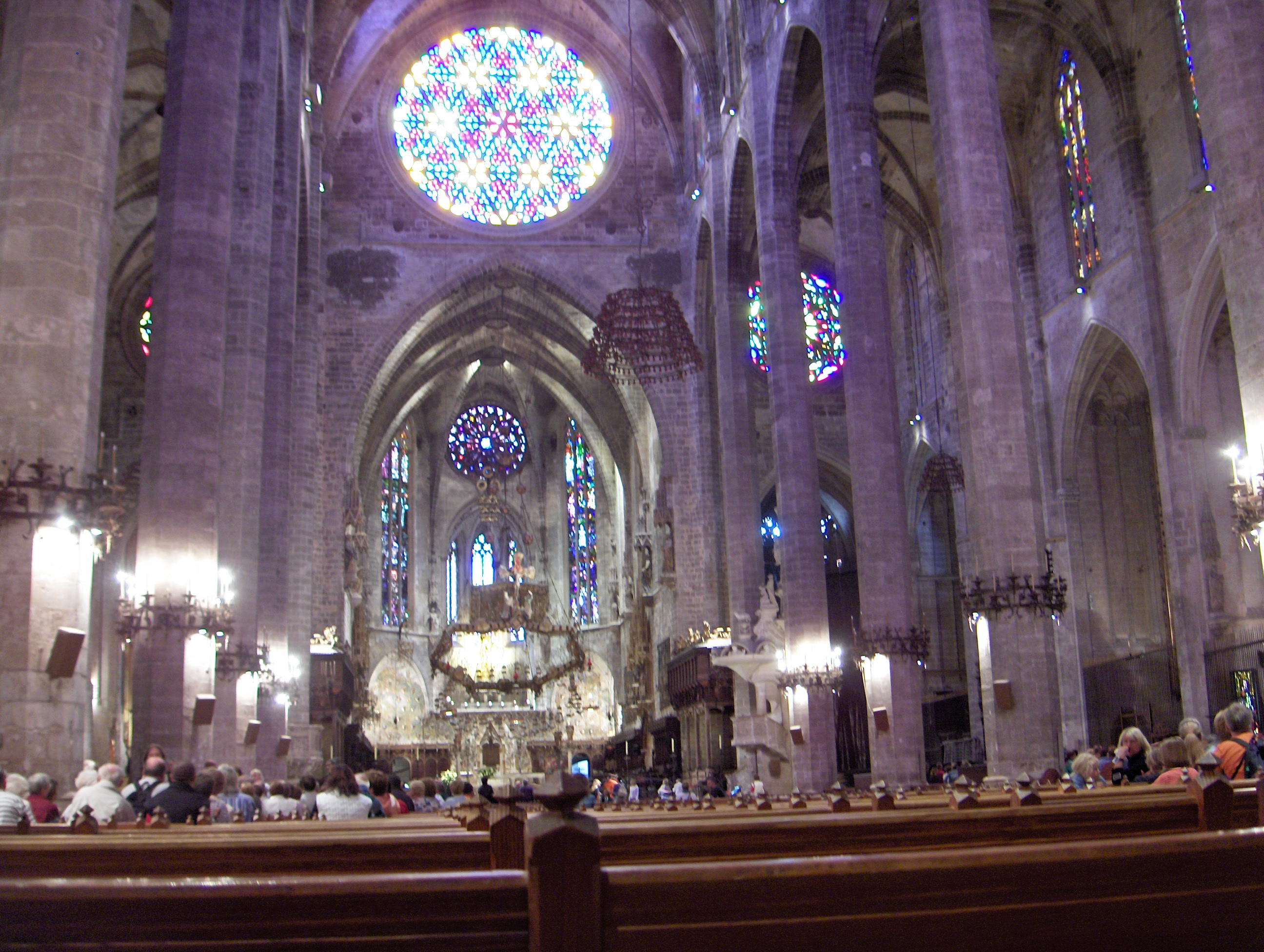
Fereastra-rozetă din Catedrala "La Seu"

Un tur complet al orașului va cuprinde neapărat în circuitul său obiective cum ar fi Pueblo Español - muzeu arhitectural conceput ca un mic orășel, adunând laolaltă machete ale celor mai importante lucrări din arhitectura spaniolă clasică, și centrele comerciale importante – Av. Jaume III și Porto Pi, precum și porturile comerciale, Castell de Bellver - construit pe ruinele unui sit musulman, adăpostește un muzeu al descoperirilor arheologice și sculpturi clasice, având și avantajului unei minunate perspective asupra golfului.
Centrul istoric al orașului, în care se pot vizita: Catedrala La Seu (cu o fereastră-rozetă renumită: 13 m diametru, peste 100 mp suprafață) și Museo Catedralicio – situate în apropierea mării, Banys Arabs – băile arabe, Museo de Arte Espanol Contemporaneo. În oraș sunt numeroase biserici, piețe, și palate.

### Gastronomie
Măslinele și migdalele sunt tipice în dieta mallorcană, insula având peste 4 milioane de migdali și măslini. În ciuda localizării insulei în Mediterana, fructele de mare sunt în general de import. Felurile de mâncare tipice sunt sobrassada, paella, iar pentru iubitorii de dulce, ensaimada.

### Aeroport
Aeroportul Palma de Mallorca este localizat la 11 km (7 mile) sud-est de oraș.

## Orașe înfrățite
- Napoli, Italia[4]

## Personalități născute aici
- Joan Fuster Bonnin (1870 - 1943), pictor;
- Carlos Moyá (n. 1976), jucător de tenis.